# 藺市遺址
藺市遺址位於重慶市涪陵區藺市鎮鳳陽村4組，文物遺址年代為商周，2009年12月15日列為第二批重慶市文物保護單位。